# 18 Dywizja Piechoty (III Rzesza)
18 Dywizja Piechoty (niem. 18. Infanterie-Division) – niemiecka dywizja z okresu II wojny światowej, brała udział w agresji na Polskę i Francję oraz ataku na Związek Radziecki. Nie należy jej mylić z  utworzoną w 1944 18 Dywizją Grenadierów Ludowych.

## Historia
Dywizja została utworzona 15 października 1935 roku w Legnicy, na bazie tzw. III Dowództwa Piechoty (Infanterieführer III). We wrześniu 1939 roku w składzie XI Korpusu 10 Armii wzięła udział w agresji na Polskę.
Następnie w 1940 roku w czasie agresji na Francję walczyła w składzie w IV Korpusie Armijnym 6 Armii (Grupa Armii B). Następnie w dniu 1 listopada 1940 roku została zmotoryzowana.
W trakcie ataku na Związek radziecki w czerwcu 1941 roku wchodziła w skład 3 Grupy Pancernej Grupy Armii Środek a od września 1941 roku w skład 16 Armii Grupy Armii Północ i w składzie tej armii walczyła na froncie wschodnim do stycznia 1943 roku.
Następnie wycofana z frontu i 23 czerwca 1943 przekształcona w 18 Dywizję Grenadierów Pancernych.

## Dowódcy dywizji
- gen. por. Hermann Hoth (1935–1938)
- gen. por. Erich von Manstein (1938–1939)
- gen. por. Friedrich-Karl Cranz (1939–1941)
- gen. mjr Friedrich Herrlein (1941)
- gen. por. Werner von Erdmannsdorff (1941–1943)

## Struktura organizacyjna
Skład w 1939:
- 30 pułk piechoty (Infanterie-Regiment 30)
- 51 pułk piechoty (Infanterie-Regiment 51)
- 54 pułk piechoty (Infanterie-Regiment 54)
- 18 pułk artylerii (Artillerie-Regiment 18)
- I dywizjon 54 pułku artylerii (I./Art.Reg.54)
- 18 batalion rozpoznawczy (Aufklärungs-Abteilung 18)
- 18 dywizjon przeciwpancerny (Panzerjäger-Abteilung 18)
- 18 batalion pionierów (Pionier-Bataillon 18)
- 18 batalion łączności (Nachrichten-Abteilung 18)

Skład w 1940:
- 30 pułk piechoty (Infanterie-Regiment 30)
- 51 pułk piechoty (Infanterie-Regiment 51)
- 38 batalion motocyklowy (Kradschützen-Bataillon 38)
- 18 pułk artylerii (Artillerie-Regiment 18)
- 18 batalion rozpoznawczy (Aufklärungs-Abteilung 18)
- 18 dywizjon przeciwpancerny (Panzerjäger-Abteilung 18)
- 18 batalion pionierów (Pionier-Bataillon 18)
- 18 batalion łączności (Nachrichten-Abteilung 18)